# Justicia alternifolia
Justicia alternifolia är en akantusväxtart som beskrevs av C. B. Cl.. Justicia alternifolia ingår i släktet Justicia och familjen akantusväxter. Inga underarter finns listade i Catalogue of Life.